# Oporinia pulchraria
Oporinia pulchraria är en fjärilsart som beskrevs av Taylor 1907. Oporinia pulchraria ingår i släktet Oporinia och familjen mätare. Inga underarter finns listade i Catalogue of Life.